# Daniel Joseph Hogan
Daniel Joseph Hogan, mais conhecido como Daniel Hogan (Nova Iorque, 30 de agosto de 1942  — Campinas, 27 de abril de 2010) foi um demógrafo e pesquisador na área de ambiente e sociedade. Foi professor da Universidade Estadual de Campinas (UNICAMP), presidente da Associação Brasileira de Estudos Populacionais (ABEP) e era membro da Academia Brasileira de Ciências.
Suas atividades de pesquisa se concentravam nas relações entre dinâmica demográfica e mudanças ambientais, com foco sobre as dimensões humanas das mudanças climáticas, tendo publicado inúmeros artigos e diversos livros sobre a temática.

## Biografia

### Formação acadêmica
Daniel Hogan graduou-se em letras pela Le Moyne College, em 1964. Após formado, foi à Universidade Cornell onde, em 1972 adquiriu o título de mestre em sociologia com uma tese sobre o México. Em 1974 concluiu seu doutorado em sociologia na mesma universidade, com tese sobre São Paulo.

### Carreira na Unicamp
Hogan foi fundador do Núcleo de Estudos de População  (NEPO) da Unicamp, aonde era pesquisador. Também atuava como pesquisador no Núcleo de Estudos e Pesquisas Ambientais (NEPAM), também da Unicamp. 

#### Docência
Ministrava aulas nos cursos de pós-graduação de demografia, de ambiente e sociedade e de geografia da Universidade Estadual de Campinas (UNICAMP).

#### Administração
Exerceu o cargo de pró-reitor de Pós-Graduação da UNICAMP de 2002 a 2005.

### Na ABEP
Na Associação Brasileira de Estudos Populacionais (ABEP) foi vice-presidente (1993-1994) e presidente por duas vezes (1995-1996 e 1997-1998). Além disso, foi membro do Conselho Consultivo entre 2003 e 2004 e fundador do GT População e Ambiente, hoje chamado de População, Espaço e Ambiente.

## Legado
Depois de sua morte, a produção e as atitudes de Daniel Hogan permanecem fundamentais para compreender as relações entre população e ambiente no Brasil, especialmente no que diz respeito às grandes migrações, à urbanização acelerada e seus efeitos sobre o ambiente.
 

Segundo Galizoni e Ribeiro (2019, p. 1):
Essas contribuições aparecem em estudos que pesquisaram silêncios – grandes lacunas que, até então, existiam na literatura. Assim, Hogan criou perspectivas analíticas inovadoras, que fortaleceram a capacidade de filtrar técnicas para orientar estudos.

## Lista de obras

### Artigos
- HOGAN, D. J. Crescimento demográfico e meio ambiente. Revista Brasileira de Estudos de População, Campinas, v. 8, n. 1/2, p. 61-70, jan./dez. 1991.
- HOGAN, D. J. Mobilidade populacional e meio ambiente. Revista Brasileira de Estudos de População, Brasília, v. 15, n. 2, p. 83-92, 1998.
- HOGAN, D. J. Mobilidade populacional, sustentabilidade ambiental e vulnerabilidade social. Revista Brasileira de Estudos de População, São Paulo, v. 22, n. 2, p. 323-338, jul./dez. 2005.

### Livros
- HOGAN, Daniel. (Org.). Dinâmica populacional e mudança ambiental: cenários para o desenvolvimento brasileiro. Campinas: Núcleo de Estudos de População-Nepo/Unicamp, 2007. 240p. ISBN 978-85-88258-09-9 . Disponível em <http://www.unfpa.org.br/Arquivos/livro_dinamica.pdf >

- HOGAN, Daniel; CUNHA, J. M. P.; BAENINGER, R.; CARMO, R. L. (Org.). Migração e Ambiente em São Paulo. Aspectos relevantes da dinâmica recente. Campinas: Núcleo de Estudos de População/UNICAMP, 2000. 518 p. Disponível em <http://www.nepo.unicamp.br/textos/publicacoes/livros/migracao_ambiente/01pronex_00_sumario.pdf >
- HOGAN, D. J. Cidades: usos e abusos. São Paulo: Brasiliense, 1978.

### Capítulos de Livros
- HOGAN, D. J. População, pobreza e poluição em Cubatão, São Paulo. In: MARTINE, G. População, meio ambiente e desenvolvimento. Campinas: Editora da Unicamp, 1996.
- HOGAN, D. J. A relação entre população e ambiente: desafio para a demografia. In: TORRES, H.; COSTA, H. (org.). População e meio ambiente: debates e desafios. São Paulo: Editora Senac, 2000.

## Entrevistas em vídeo
- HOGAN, D. J. Dimensões humanas da sustentabilidade e dinâmicas demográficas. Entrevista à TV Unicamp. 01 de Junho de 2002.
- HOGAN, D. J. A universidade e a promoção do desenvolvimento sustentável. Entrevista à TV Unicamp. Novembro de 2005.
- HOGAN, D. J. Megacidades, cidades médias e crescimento populacional no século XXI. Entrevista à TV Unicamp. 2008.